# Scharlakanskardinal
Scharlakanskardinal (Piranga olivacea) är en nordamerikansk fågel i familjen kardinaler inom ordningen tättingar.

## Kännetecken

### Utseende
Scharlakanskardinal i häckningsdräkt är omisskännlig med sin scharlakansröda kropp samt svarta vingar och stjärt. Utanför häckningstid är den enhetligt grönaktig ovan och gulaktig under med relativt otecknade vingar. Jämfört med sommarkardinalen (P. rubra) är den mindre med mindre näbb och reser inte stjärten likt denna.

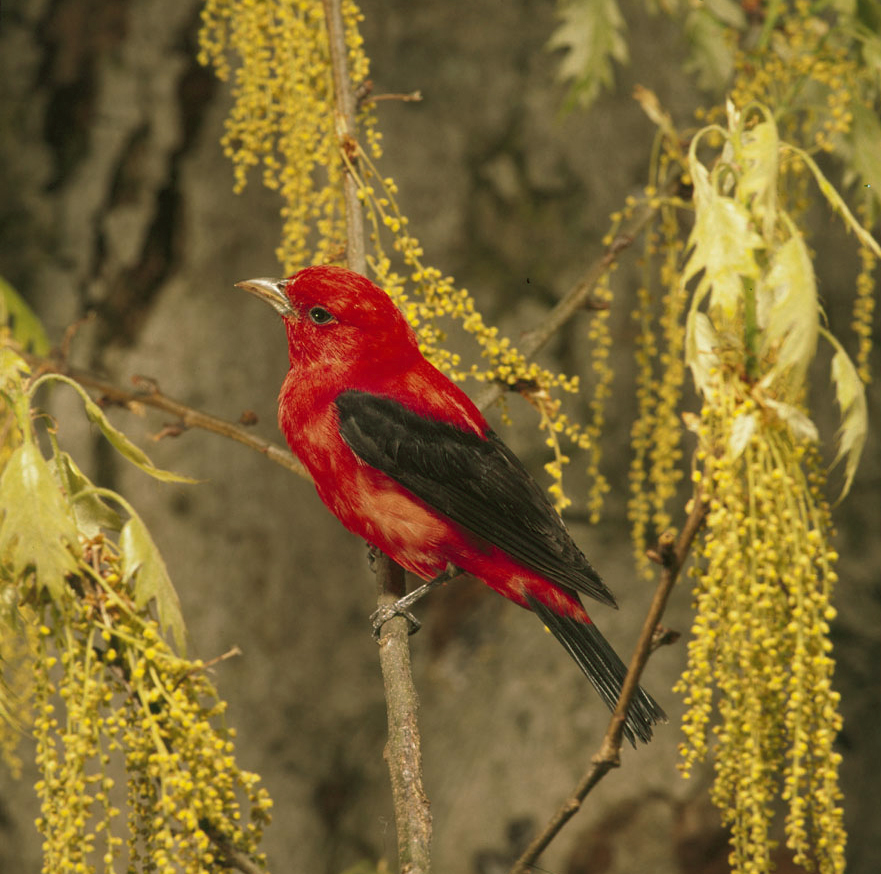
I häckningsdräkt.
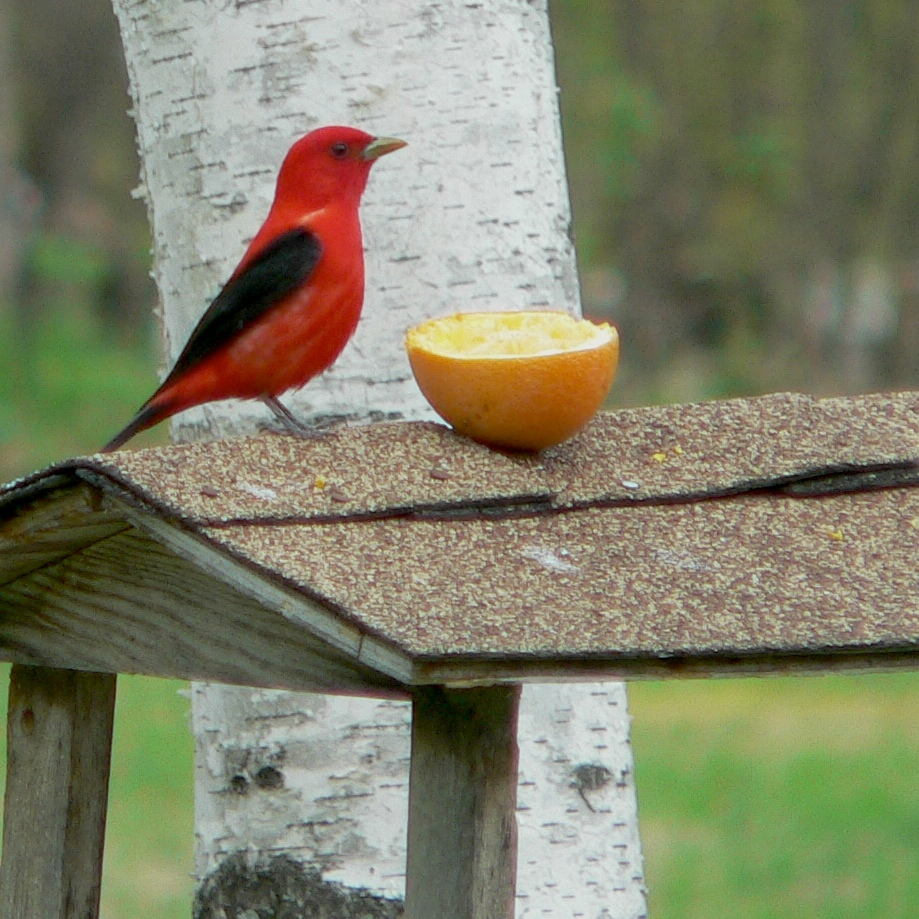
I häckningsdräkt.
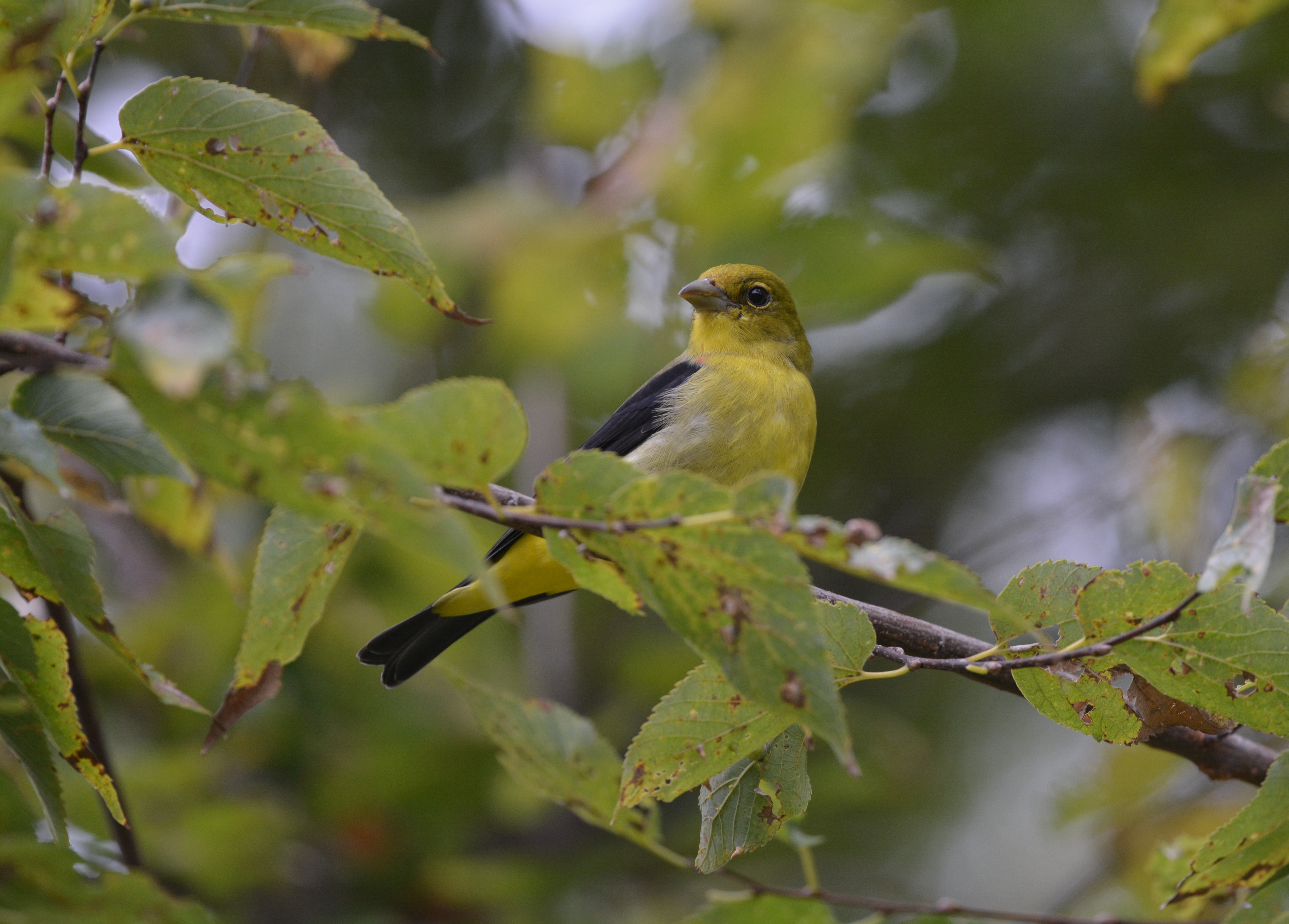
Utanför häckningstid.

### Läten
Hanen sjunger en serie med fem raska och hesa fraser, ofta liknat med en vandringstrast som har ont i halsen. Honan sjunger en liknande sång, men mjukare och färre stavelser. Från både hanen och honan hörs ett mycket distinkt och energifyllt tjick-burr, ett fallande skriande läte när den attackerar inkräktare i reviret, ett mjukt stigande läte under uppvaktning och häckning, ett kvitter under födosök eller i flykten och en nasal vissling när den anländer till boet med mat.

## Utbredning och systematik
Scharlakanskardinalen häckar i östra Kanada och USA och övervintrar främst i övre Amazonflodens avrinningsområde. Den behandlas som monotypisk, det vill säga att den inte delas in i några underarter.
Arten är en mycket sällsynt gäst i Europa, framför allt i Azorerna med ett 40-tal fynd, men även med sex fynd i Storbritannien, fem på Irland, tre på Island och ett i Frankrike.

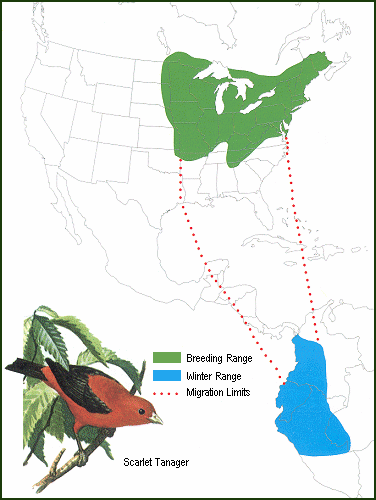
Utbredningskarta för scharlakanstangaran.

### Familjetillhörighet
Släktet Piranga placerades tidigare i familjen tangaror (Thraupidae). DNA-studier har dock visat att de egentligen är tunnäbbade kardinaler, nära släkt med typarten för familjen röd kardinal.

## Levnadssätt
Fågeln häckar i gammal lövskog. Där ses den ofta på egen hand födosöka efter insekter och larver i trädens övre delar.

### Häckning
Honan väljer boplats, vanligtvis ett skuggigt ställe med en samling löv vid en grenklyka. Boet placeras ofta relativt högt, 15 meter eller mer. Det är också honan som bygger boet, av material som hon hittar på marken. Hon släpper materialet i boet, hoppar i, och formar det med kroppen. Däri lägger hon en kull med tre till fem ägg som ruvas i tolv till 14 dagar.

## Status och hot
Arten har ett stort utbredningsområde och en stor population med stabil utveckling. Utifrån dessa kriterier kategoriserar IUCN arten som livskraftig (LC). Världspopulationen uppskattas till 2,2 miljoner vuxna individer.